# القربان (فلم)
القربان أو القيامة (بالفارسية: رستاخیز وتعني القيامة)(بالإنجليزية: Hussein Who Said No وتعني الحسين الذي قال لا) هو فيلم تاريخي ديني من إخراج وتأليف أحمد رضا درويش تم إنتاجه في إيران وصدر في 1 فبراير 2014. في الدورة الـ 32 لمهرجان فجر السينمائي، تم ترشيح الفيلم لجائزة كريستال سيمرغ في 11 فئة وفاز أخيراً بالجائزة في 8 فئات، بما في ذلك أفضل فيلم وأفضل مخرج.
تم عرض هذا الفيلم بشكل خاص في 2 ديسمبر 2012 في سينما فرهنك بحضور بعض أعضاء الحكومة وفي 16 فبراير 2012 تم عرضه في قصر مهرجان الفجر في نفس وقت انعقاد الدورة الـ32 لمهرجان الفجر السينمائي.
تم إطلاق فيلم القربان للجمهور في 24 يوليو 2015 بإذن قانوني من وزارة الثقافة والإرشاد الإسلامي، ولكن بعد ساعات من ذلك تعرض لانتقادات من بعض علماء الدين واحتج بعض رجال الدين على محتواه، بما في ذلك تصوير أبو الفضل العباس في شاشة السينما. واقترح وزير التربية والتعليم في ذلك الوقت على درويش تغطية وجه الشخصية المتنازع عليها عن طريق وضع ضوء على وجهه، لكن مخرج الفيلم اعتبر أن ذلك مستحيل فنياً لفيلم القربان وأيضا هذا الحل تسبب في "وهم القضية".  وبعد 9 سنوات من الحظر، تم رفع هذا الفيلم من الحظر وتم السماح بعرضه عبر الإنترنت.
هناك نسختان من هذا الفيلم. تستغرق النسخة الأولى ساعتين وعشر دقائق، أما النسخة الثانية فتستغرق ساعة وأربعين دقيقة. تم عرض النسخة الأولى في المهرجانات وتم عرض النسخة الثانية للعامة وعلى الإنترنت [بحاجة للمصدر]. وفي النسخة الثانية تم حذف مشاهد شقيق فرحاني وبرفيز بورحسيني وسعيد علي بور الذي لعب دور علي الأكبر، كما تم تعديل واختصار بعض المشاهد. لكن مشاهد أبو الفضل عباس لم تتم إزالتها رغم الاحتجاجات. تمت إزالة بعض هذه الإغفالات بسبب الرقابة، وتمت إزالة بعضها لجعل الفيلم أقصر وأسرع.

## قصة الفيلم
تروي القصة معركة كربلاء في يوم عاشوراء وتحكي انتفاضة الحسين بن علي، وتجري أحداث الفيلم من منظور بكير بن الحر بن يزيد الرياحي.
بعد وفاة معاوية بن أبي سفيان، نصب يزيد بن معاوية نفسه خليفة المسلمين، وكتب إلى والي المدينة المنورة يبايع الإمام الحسين. تم تكليف بكير بن الحر، الذي تم اختياره كرسول خاص لبلاط يزيد بن معاوية، بتسليم الرسالة إلى المدينة المنورة. وهو شاب ذكي ويافع يبحث عن الحقيقة، بغد وصوله إالى المدينة, يدرك بكير أنه يحمل رسالة يأمر فيها بقتل الحسين. في مكة، يتعرف بكير على أفكار وفكر الإمام الحسين.
من خلال إرسال العديد من الرسائل، دعا أهل الكوفة الإمام الحسين إلى الكوفة لمساعدتهم في الانتفاضة ضد يزيد بن معاوية. تم تكليف الحر بن يزيد الرياحي ومعه إبنه بكير وألفي فارس من قبل عبيد الله بن زياد بالذهاب إلى قافلة الإمام الحسين التي تتجه نحو الكوفة. فأصبح موكب الإمام الحسين الذي فيه عدد قليل من الناس محاط بالآلاف من جنود يزيد في كربلاء.في هذه الأثناء، قرر الحر وابنه، الذين سمعوا كلام الحسين بن علي وأدركوا خطأهم، الذهاب إلى معسكر الحسين بن علي ألتجئ إليه وقاتل إلى جانبه واستشهد معه.

## الممثلون
يضم هذا الفيلم 24 ممثلًا يلعبون الأدوار الرئيسية، كما لعب فيه حوالي 40 ممثلًا آخر وسبعة ممثلين ضيوف وممثلات. وبصرف النظر عن الممثلين الإيرانيين، لعب ممثلون من العراق والكويت ولبنان وأمريكا وسوريا.
| ممثل                | الدور                  | توضیحات                                        |
| ------------------- | ---------------------- | ---------------------------------------------- |
| آرش آصفی            | بکیربن الحر            | ابن الحر الرياحي رسول بلاط دمشق                |
| حسن پورشیرازی       | عمر بن سعد             | قائد جيش الكوفة                                |
| فرهاد قائمیان       | الحر بن یزید الریاحي   | قائد جيش الكوفة                                |
| پوریا پورسرخ        | حفص                    | ‌ابن عمر بن سعد وصديق بكير                      |
| بابک حمیدیان        | عبیدالله بن زیاد       | حاکم الكوفة                                    |
| بابک حمیدیان        | یزید بن معاویه         | خلیفة المسلمين ، من خلفاء بنو أمية             |
| بهادر زمانی         | العباس بن علي          | أخ الحسین بن علي ، قائد و الساقي من جيش الحسين |
| جمال سلیمان         | معاویه بن ابوسفیان     | أبو یزید، من خلفاء بنو أمية                    |
| یاور احمدی‌فر        | سلیمان                 | من أصحاب الحسين بن علي                         |
| بهنام تشکر          | حصین بن تمیم           | أحد أشراف الكوفة في الجيش الكوفي               |
| طلحت حمدي           | النعمان بن بشير        | حاکم سابق للکوفة                               |
| انوشیروان ارجمند    | قاضی شریح              | قاضي الکوفه ، مشاور عبیدالله بن زیاد           |
| میرطاهر مظلومی      | ولید بن عقبه           | والی المدینة                                   |
| داوود حسین          | فاروق                  | منافق مكي                                      |
| محمدرضا حق‌گو        | مروان بن الحكم         | مستشار وليد                                    |
| علی جاویدفر         | مسلم بن عوسجة          | من أصحاب الحسين بن علي                         |
| رضوان عقیلی         | سِرجُون                  | المستشار الكبير ليزيد بن معاوية                |
| جواد الشکرچی        | هانيء بن عروة          | أحد شيوخ الكوفة                                |
| فواد ابراهیم        | قس                     | قسيس مسیحي                                     |
| فواز سرور           | رسول الحسين بن علي     |                                                |
| انوش معظمی          | شمر بن ذي الجوشن       | قائد الجيش الكوفي                              |
| کوروش زارعی         | محمد بن الأشعث بن قيس  | قائد شرطة الكوفة                               |
| علی عباسی           | مسلم بن عقیل           | ابن عم وسفير الحسين بن علي في الكوفة           |
| حمید جدیدی          | حبیب بن مظاهر          | من أصحاب الحسين بن علي                         |
| امیر مولوی          | زهیر بن القین          | من أصحاب الحسين بن علي                         |
| قادر پزشکی          | ابوعبیده حضرمي         | أحد أشراف الكوفة في الجيش الكوفي               |
| رضا اکبری‌ارطه       | جعفر بن عقیل           | من أصحاب الحسين بن علي وأخو مسلم بن عقيل       |
| محمود محکمی         | مالك بن نسیر           | جندي الكوفي                                    |
| سعید علیپور         | علی‌ الأکبر بن حسین     | إبن الحسین بن علی                              |
| تورج فرامرزیان      | مرد آهنگر              | أحد معارف سرجون                                |
| بابک والی           | شعیب                   | أحد أشراف الكوفة في الجيش الكوفي               |
| خلیل‌الله خواجه نظام | عمرو بن الحجاج الزبيدي | قائد جيش كوفي                                  |
| حامد بیسادی         | عابس بن ابیي شبیب      | من أصحاب الحسين بن علي                         |
| مهتاب کرامتی        | امرأة مسيحية           | خادمة يزيد بن معاوية                           |
| شقایق فراهانی       | أمرأة من قافلة الحسين  | إحدى نساء قافلة الحسين بن علي أخت قيس          |
| زهره حمیدی          | زوجة الحر              | أم بكیر                                        |
| لیلى بلوکات         | ابنة الحر              | أخت بكیر                                       |
| سروش گودرزی         | قره بن قیس حنظلی       | جندي الكوفي                                    |
| سید جواد یحیوی      | قیس بن مسهر صیداوی     | سفیر الحسین بن علی                             |

## روابط خارجية
- مقالات تستعمل روابط فنية بلا صلة مع ويكي بيانات